# شیروکدوه اول
شیروکدوه اول، (سیروکتوه؛ سیرکتوه)(حکومت از حدود ۱۸۰۰ تا ۱۷۷۲ پ. م) از فرمانروایان معروف ایلام کهن از سلاله سوکل‌مخ‌ها (اپرتی‌ها) بود که به گفته والتر هینتس، پس از شیلهه (سیلهه) به قدرت رسید.

## زندگانی و فرمانروایی
هنگامی که شیلهه درگذشت (۱۸۰۰ پ. م)، ظاهراً خواهرزادهٔ او، اتهوشو (اته‌هوشو) دیگر در قید حیات نبود، به همین جهت برادر جوانتر وی به نام شیروکدوه (شیروکدوه اول؛ سیروکتوه اول) بر سریر سلطنت نشست.
وی برادر کوچکترش، سیموت ـ ورتش (شیموت ـ ورتش) را نائب‌السلطنه‌ی خود کرد. هم سیروکتوه و هم سیموت ـ ورتش خود را مانند اتهوشو، خواهرزادهٔ شیلهه (سیلهه) می‌نامند. سیروکتوه اول پس از رسیدن به پادشاهی، مدتی را بدون امیر شوش حکمرانی کرد؛ شاید از اینجا بتوان چنین نتیجه گرفت که پسری نداشته‌است. او پریشان از این موضوع، سرانجام راه‌حلی شگفت‌انگیز و می‌توان گفت «ایلامی» برای این معضل پیدا کرد: او خواهر معروف شیلهه، مادر ستوده، یعنی مادر خود را حاکم شوش کرد. این نخستین و تنها باری است که ما با یک فرمانروای ایلامی زن در عرصه سیاست مواجه می‌شویم. البته در ایلام باستان بی‌شک زنان در کنار شوهران خویش از اختیارات گسترده‌ای در فرمانروایی برخوردار بودند، اما این امر هیچگاه جنبه‌ای رسمی به این شکل نداشته‌است. تازه پس از درگذشت مادر اپرتیان (مادر ستوده) بود که سیروکتوه برادرزاده‌اش، سیوه ـ پلر ـ هوهپک را به فرمانروایی شوش منصوب نمود.
مثلث حکومت شیروکدوه اول (فرمانروای بزرگ، یا نمایندهٔ بزرگ؛ سوکل‌مخ)، برادرش سیموت ـ ورتش (نائب‌السلطنه) و خواهرزاده‌اش سیوه ـ پلر ـ هوهپک (امیر شوش) مقارن است با اعتلای سلسله اول بابل در زمان حکمرانی حمورابی (حدود ۱۷۹۲–۱۷۵۰ پ. م). نیمهٔ دوم حکومت شیروکدوه بی‌تردید زیر سلطه فرمانروایی حمورابی بود، اما منابع پراکنده به این مسئله اشارهٔ دقیقی نمی‌کنند. تنها یک لوح گلی اندک اطلاعاتی را دریاره سیاست خارجی شیروکدوه به ما می‌دهد. لوح گلی یاد شده که تاریخش به حدود سال ۱۷۹۰ پیش از میلاد می‌رسد و اخیراً در سال ۱۹۵۷ میلادی در شوشره (در رانیه‌ی امروزی در کردستان عراق) کشف شده، می‌گوید که شیروکدوه پادشاه ایلام نامه‌ای به فردی به اسم تابیتو می‌نویسد و سؤال می‌کند که چرا سرزمین ایتابالخیم نماینده‌ای به جانب وی گسیل نمی‌دارد. در همین لوحه آمده که سپاه ایلام آماده حمله بوده، و شیروکدوه در ابتدا توجه خود را به سمت سرزمین گوتی‌ها (سرزمین میان همدان امروزی و دریاچه‌ی ارومیه) معطوف کرده بود. وی همچنین دوازده هزار تن از سپاهیان خود را تحت فرماندهی شخصی به نام نبیلی قرار داده بود.
این لوح حداقل دو نکته را برای ما آشکار می‌کند؛ یکی اینکه شیروکدوه اول در حدود سال ۱۷۹۰ پیش از میلاد هنوز به عنوان پادشاه ایلام حکومت می‌کرد و بنابراین مستقل از بابل بوده‌است، چون دارای عنوان پادشاه است. دوم اینکه همان‌طور که ذکر شد، او ظاهراً سیاست تجاوزگرانه‌ای را دنبال می‌کرده و تلاش می‌کرده به قلمرو بابل و نواحی تحت سلطهٔ آن پادشاهی یا دست کم نواحی اطراف آن، دست‌اندازی کند. این سیاست حمله، بی‌شک برای پیش‌دستی و مقابله با برتری‌جویی‌های بابلیان بوده‌است. نیز لوح به دست آمده از ماری مشخص می‌کند که نمایندگانی از ماری به شوش و از شوش به ماری اعزام شده بودند، و این مسئله اهمیت ایلام را در آن زمان یادآور می‌شود.
اسناد ماری روشن می‌کنند که شاه ایلام با شاه اشنونا (منطقه‌ای در نزدیکی بغداد) پیمان اتحاد بسته‌بود. شیروکدوه شخصاً با سپاه ایلامی‌اش به اشنونا رفت.
سپاهیان هم‌پیمان، نخست به منطقهٔ بدوی‌نشین ایداماراز عزیمت کردند و سپس شهر رازاما (در میانرودان علیا) را به محاصره خود درآوردند. در این لشکرکشی، «هیچ‌کس را یارای حفظ سرزمین ایداماراز نبود»، اما بر اثر تقاضای کمک از جانب زیمری لیم پادشاه ماری، حمورابی نیرویی را برای شکستن محاصره به رازاما گسیل داشت و در نتیجه سپاهیان ایلام و اشنونا مجبور به ترک محاصره و عقب‌نشینی از منطقه شدند. احتمالاً شیروکدوه اول در این هنگام کشته شده، چون لوحی از ماری می‌گوید که در نبردی، نامه‌هایی به غنیمت گرفته شده که بنا بر آنها، فرمانروای شوش و ایلام کشته شده‌است. این احتمال هم هست که وی پس از بازگشت به ایلام، درگذشته باشد. با این حال روابط ایلام با اشنونا مدت‌های طولانی همچنان ادامه پیدا کرد.

## جانشینی
در حدود سال ۱۷۷۰ پیش از میلاد، برادر جوان‌تر شیروکدوه و نائب‌السلطنهٔ پیشین، سیموت ـ ورتش جانشین وی شد.

## مقام و جایگاه در تاریخ
شیروکدوه اول به مدت دو سال قدرتمندترین فرد فرمانروا در ایلام و بین‌النهرین بود و از مشهورترین فرمانفرمایان سلاله سوکل‌مخ‌ها به‌شمار می‌رود. احتمالاً همین سوکل‌مخ بوده که دست به روابط دیپلماتیک و تجاری با ماری زده‌است (و حتی با قطنا؛ که نسبت به خاک ایلام از ماری هم دورتر بوده‌است).